# ピックアップ (楽器)

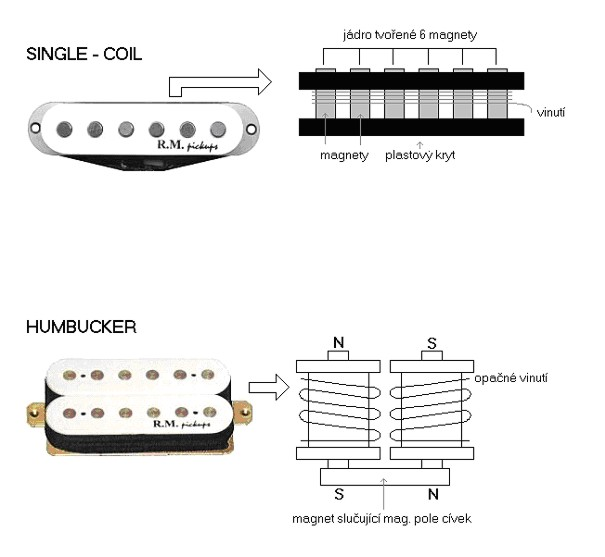
マグネティックピックアップの構造図
上：シングルコイル方式
下：ハムバッキング方式

ピックアップ（英: pickup）とは、（電気信号以外の信号に応じて）電気信号を生じさせる装置のこと。楽器のボディや弦などの振動を、それに応じたアナログの電気信号に変換する装置。
ピックアップで得られた電気信号は、多くはボリュームやトーンコントローラー（コンデンサ系）などを経由した後、アンプやチューナーなどに送られる。
なお、楽器に取り付けるものでも楽器自体の振動は検出せずに空気の振動を検出するものは「コンタクトマイクロフォン」などと呼ばれ、区別される（マイクロフォンを参照）。

## 分類

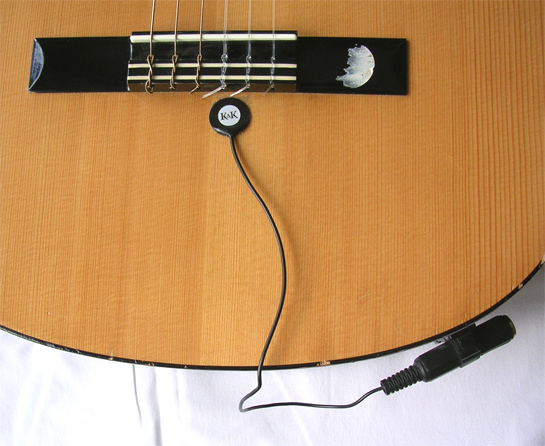
ピエゾピックアップの装着例

構造別にいくつかに分類できる。

### マグネティックピックアップ
永久磁石の周りに電線を巻き付け、それによってコイルとし、楽器に使われている金属の振動を、電磁誘導による誘導電流に変換するもの。エレクトリックギターやエレクトリックベースなど、弦に透磁率が高い素材（一般には、常温で強磁性を示す鉄）を使用する弦楽器の弦に隣接させてコイルに磁束密度変化を生じさせるが、近づけすぎると磁力が弦の振動に負のスティフネスを作用させ、出力音の唸りが強くなる。また、弦振動の減衰を早めるのでサスティンは乏しくなる。弦楽器以外ではハモンドオルガンの発音原理にも用いられる。
弦振動をそのままハイインピーダンス（高出力）で電気信号に変換出力するパッシブピックアップと、楽器本体に電源（9V電池が多い）が必要なローインピーダンスのアクティブピックアップ（EMG等）が存在する。
シングルコイルやハムバッキングが代表的な構造で、それらをいろいろな組み合わせで使うことも多い。使われる磁石としては、アルニコ磁石、フェライト磁石が一般的。

### ピエゾピックアップ
圧電素子を用いて、楽器の一部の振動を圧電効果として検出するもの。金属部分がない（もしくは、あっても金属部分以外しか振動しない）楽器にも使えることや、マグネティックピックアップより小さく軽くしやすいことなどから、チューナーにもよく使われている。楽器に設計段階から組み込んで使う場合は、弦楽器なら駒（ブリッジ）の下、打楽器なら打面の近くなどのように音響的に重要な位置に埋め込まれることがほとんどである。

## エレクトリックギター、エレクトリックベースにおける実例

### 設置・使い分け

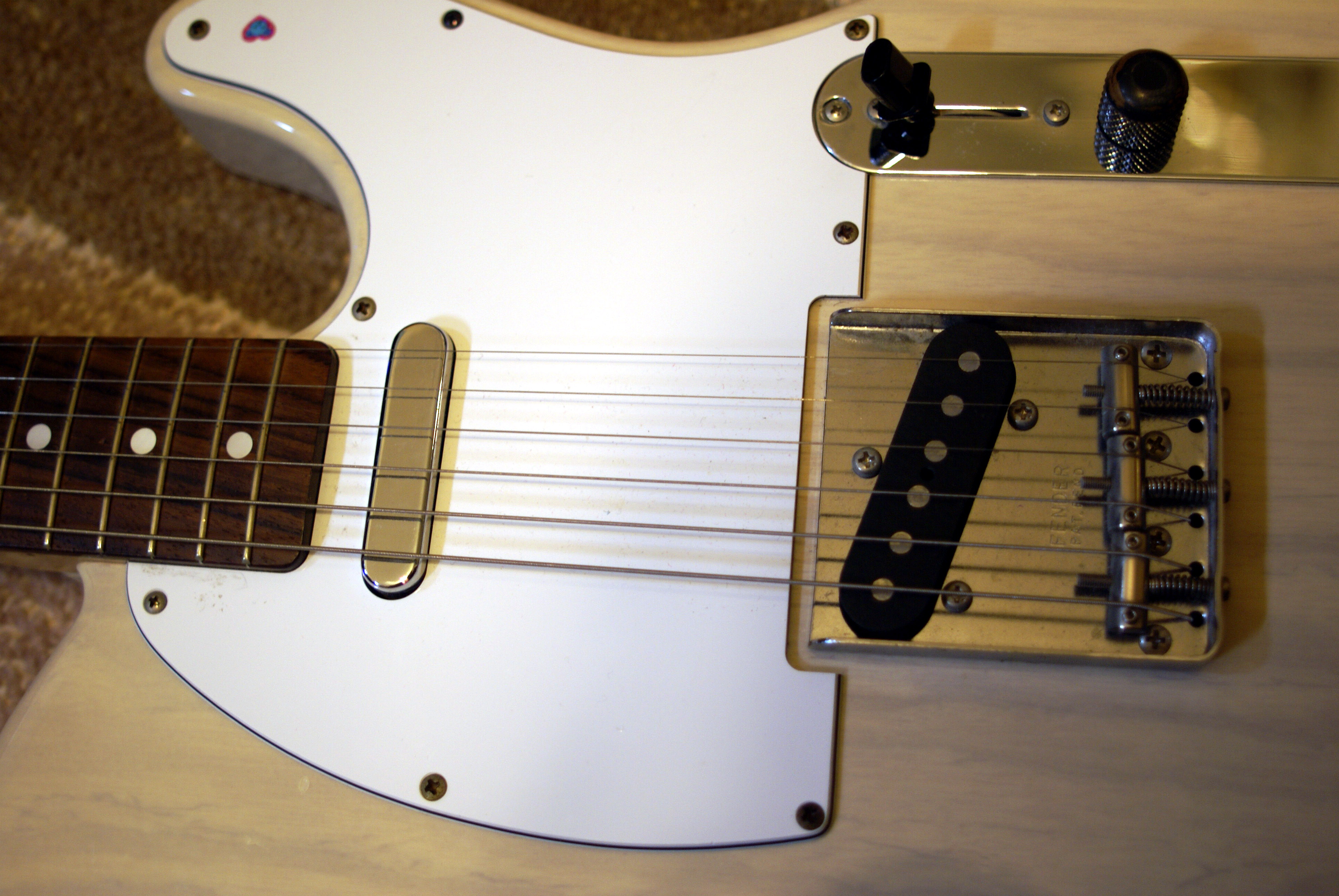
シングルコイル2基のレイアウト

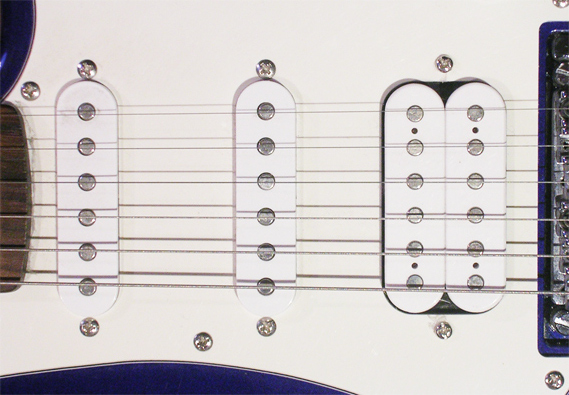
シングルコイル2基とダブルコイル1基のSSHレイアウト

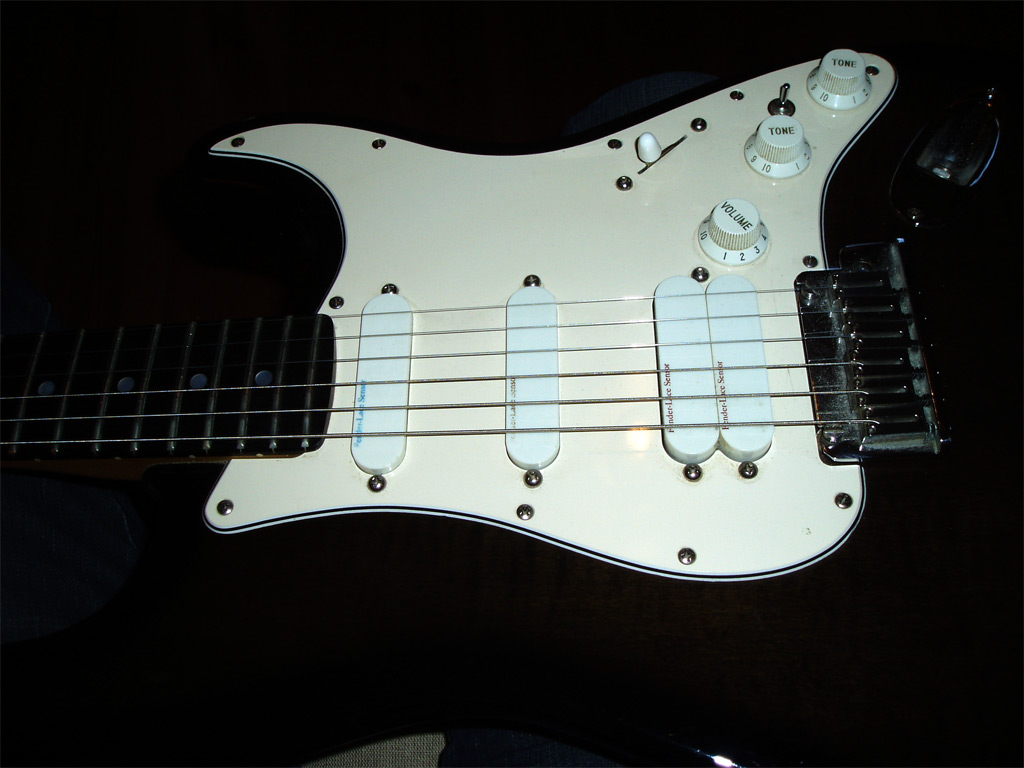
シングルコイル4基のレイアウト

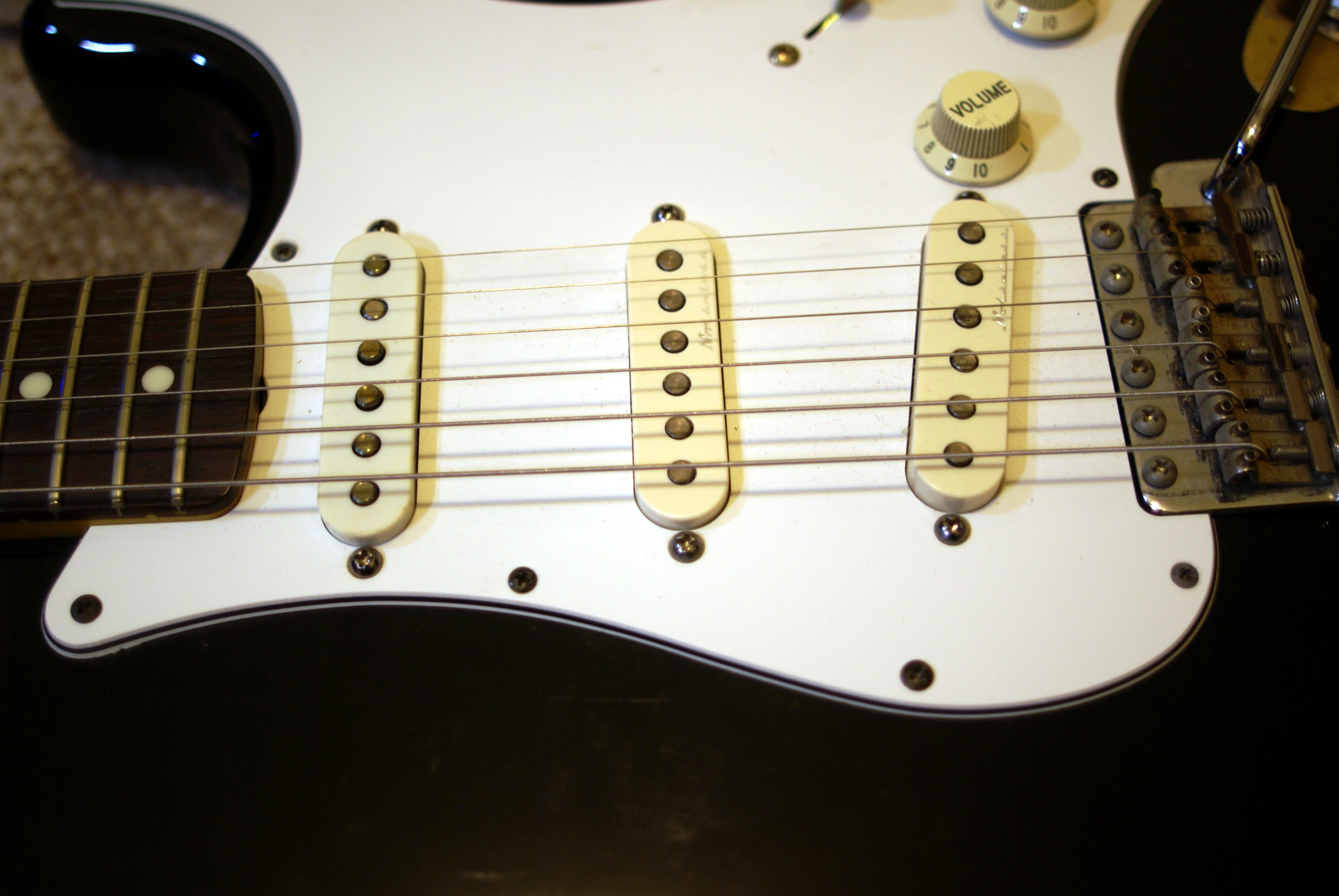
シングルコイル3基のSSSレイアウト

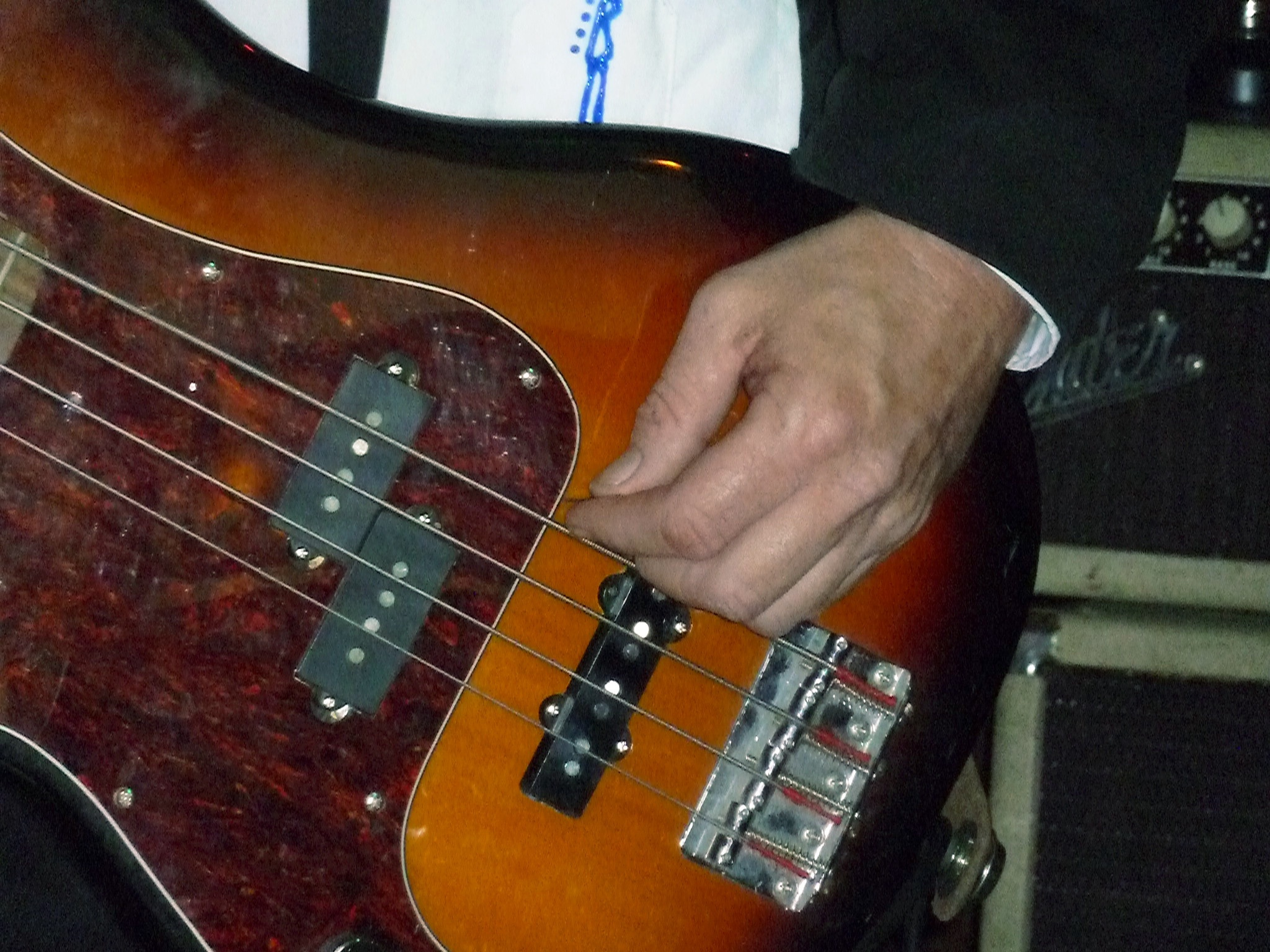
スプリットコイルとシングルコイルが1基ずつのPJレイアウト（エレクトリック・ベース）

チューニング（調律）用ではそれほど重大な問題にはなりにくいが、演奏用としてのピックアップの構造や設置場所は音質や音量に大きな変化をもたらすため、交換や改造を行う奏者も多い。特にエレクトリックギターやエレクトリックベースにおいては、楽器本体は扱わずに交換用のピックアップだけを製造・販売する業者もある。
ギターなどに組み込む場合、エレアコでは1基、エレクトリックギターやエレクトリックベースでは3基程度までが一般的である。同じ機種であっても搭載基数が異なっているバリエーションが存在するものもある。
設置場所はマグネティックピックアップではボディ・トップに穴を貫通させるか溝を掘り、その中にピックアップ本体と配線を仕込む。貫通させない場合は、溝に配線用の小穴を開けて配線を通す。そのため、よりサイズの大きなピックアップに交換したり、増設する場合にはボディに穴を空ける必要があり、空けた以上は完全に元に戻すのは不可能である。
複数設置する場合はそれぞれ同一かほぼ同じものを設置する場合と、主に音質の多彩さを求めてあえて異なる種類を取り付ける場合がある。同じものを使った場合、一般的にはネックに近くなるほど甘く角の立たないトーンに、ネックから遠ざかる（ブリッジに近くなる）ほどシャープで歯切れが良いトーンになりやすい。
設置位置により、ネックに近い方をフロント（あるいは、そのまま「ネックポジション」）、遠い方をリア（ブリッジポジション）と呼ぶことが多いが、ネック側を「RHYTHM」ブリッジ側を「TREBLE」などと呼ぶものもある。マグネティックピックアップを3基設置する場合は3基目をその中間に設置し、センターやミドルなどと呼ぶのが一般的。4基以上設置することはあまりなく、そのため一般的な呼称は定まっていない。
マグネティックピックアップとピエゾピックアップを混在させる場合、設置場所に対する設計思想が両者で大きく違うことが多いため、全てを設置場所だけで統一した呼称を与えることはあまりない。

### 演奏時の切り替えや調整
複数使用している場合、どのピックアップの音を出力させるかはいろいろな方法が考えられる。
- セレクター・スイッチで行う。選択肢がピックアップそのものの数より多いものも広く普及している。それらは、全てのピックアップから出力させるモード、一つのピックアップからのみ出力させるモード、3基以上ある場合は2基のみ出力させるモードなどを備えている。どのモードにするかは、演奏者の好みの音の特徴になるよう合わせる。
- 各々独立したオンとオフの切り替えスイッチやボリュームを設ける。
- ピックアップの出力を混ぜる割合を変えられるようにする。
- ピックアップの数だけ出力してしまい、後に接続する機器側で調整する。

マグネティックピックアップの場合、どのピックアップが有効になっているか調べる方法としては、アンプに接続した状態で、鉄製の針やドライバーをピックアップのポールピースにくっつけて音がすれば有効であると判断できる。
それぞれのピックアップからのボリューム、トーンは、コントロールノブで調整する。別個に調整できるもの、合わせて調整するものが存在する。基本的な仕組みは抵抗であり、ピックアップと配線で繋げてある。ノブを回した際に「ガリ」「ザワ」というノイズが生じる現象を「ガリノイズ」と呼ばれる。

## その他の楽器
- エレクトリックヴァイオリン - 最初から増幅を目的としたものの他、ヤマハのサイレントヴァイオリン（商標）のように、共鳴体をなくした骨組みだけのヴァイオリンの弦の振動をピックアップで拾い、出力をヘッドフォン端子に送り、夜間練習用とする。出力をアンプに接続すればコンサート会場などで増幅もできる。
- エレクトリックピアノ
- カホン
- マルチピアノ - 1970年代にNHKが開発した楽器で、ピアノの各弦にピックアップを設置し機械的に音色を拡張する。現代音楽作曲家の黛敏郎や石井眞木がこれのための作品を作曲したが、大量生産には至らなかったため、普及せずに消滅した。
- チャイム - 機械式チャイムと呼ばれるもの。チューブラーベルにオルゴールと同じ原理のシリンダーを取り付けてウェストミンスターの鐘などのメロディをタイマーで鳴らすようにし、ベルの音をピックアップで拾い、放送設備上で学校や会社などの構内に拡声する。近年は電子式チャイムに置き換わりつつある。